# Pachyceratidae
Pachyceratidae es una familia de amonitas perisfinctoideas del Jurásico superior medio e inferior. Los géneros dentro de Pachyceratidae tienen caparazones que son en general moderadamente involucrados pero con la mayoría de los verticilos internos expuestos; secciones de verticilo subcuadrado a subtrapezoidal, con venter redondeado. El nervadura es fuerte, en algunos afilados. Las costillas primarias generalmente se ramifican por encima de los flancos medios en dos, tres e incluso cuatro.
Pachyceratidae, según Donovan et al. (1981), se derivaron de los Perisphinctidae en el Calloviano medio aproximadamente al mismo tiempo que los Aspidoceratidae de vida más larga, y duraron solo en el Oxfordiense posterior. Esto difiere de la perspectiva de Arkell, et al. (1957) en el Tratado en el que Pachyceridae se incluye en Stephanoceratoidea, derivado de Tulitidae y que da lugar a Mayaitidae.
Géneros, como se describe en el Tratado de Paleontología de Invertebrados, Parte L. (1957):
- Erymnoceras: moderadamente involutas; las costillas primarias se ramifican en múltiples secundarias. (M Callov).
- Erymnocerites, subgen de Erymoceras con costillas secundarias más numerosas. (M Callov).
- Pachyerymnoceras: involuta, último verticilo comprimiéndose y parecido a Pachyceras; subgen de Erymnoceras. (U Callov)
- Rollierites: evolutas, más o menos planuladas; costillas gruesas, ramificadas de tubérculos en el borde umbilical. (M Callov).
- Pachyceras: básicamente involutas; borde umbilical redondeado, no tuberculado; las costillas se desvanecen en la mitad interior de los lados del verticilo; último verticilo comúnmente liso o con pliegues ventrales solamente. (U Callov - L Buey).
- Tornquistes: se diferencia de Pachyceras s.s. engrosando las nervaduras del último verticilo y desarrollando espirales excéntricas; subgénero (?) de Pachyceras. (L- U Oxf).